# Église Saint-Martin de Norville
L'église Saint-Martin est une église catholique située dans la commune de Norville, en France.

## Localisation
L'église est située à Norville, commune du département français de la Seine-Maritime.

## Historique
L'église est datée du XVe siècle, XVIe siècle.
L'édifice comporte des éléments du XIIIe siècle. Le secteur dépend alors de l'abbaye de Jumièges.
La tour carrée du clocher date du troisième quart du XVe siècle, le clocher haut de 33 m est terminé en 1500 et la nef un siècle plus tard.
En 1862 la foudre endommage le clocher qui est restauré mais à une hauteur de 27 m. Une restauration du chœur a lieu à l'extrême fin du XIXe siècle.
L'édifice est classé au titre des monuments historiques depuis le 21 mars 1910.

## Description
L'édifice est en pierre.
L'église possède une cloche fondue en 1890 et une statue de saint Sébastien datée de la fin du XVIIIe siècle représentant le saint les mains derrière le dos. En outre des graffitis représentant des bateaux sont présents sur le côté sud de l'édifice.